# セファマイシン

セファマイシンの基本構造。

セファマイシン（英：Cephamycin）はβ-ラクタム系抗生物質の一群である。セファロスポリンと非常によく似ており、セファマイシンはセファロスポリンに分類されることもある。
セファロスポリンと同様にセファマイシンはセフェム核をベースにしている。ほとんどのセファロスポリンとは異なり、セファマイシンは嫌気性生物に対して非常に効果的な抗生物質である。
セファマイシンはもともとストレプトマイセス属により産生されるが、合成のものも製造されている。
セファマイシンは7α位にメトキシ基を持つ。
さらに、セファマイシンは基質特異性拡張型βラクタマーゼ（ESBL）産生菌に対して安定であることが示されているが、この用途の臨床での使用は十分な証拠がない。

## 例
セファマイシンには以下が含まれる：
- セフォキシチン[3]
- セフォテタン[4]
- セフメタゾール[5]